# Смольсько
Смо́льсько (болг. Смолско) — село в Софійській області Болгарії. Входить до складу общини Мирково.

## Населення
За даними перепису населення 2011 року у селі проживали 298 осіб, з них 290 осіб (97,6%) — болгари.
Розподіл населення за віком у 2011 році:
Динаміка населення: